# 북경반점

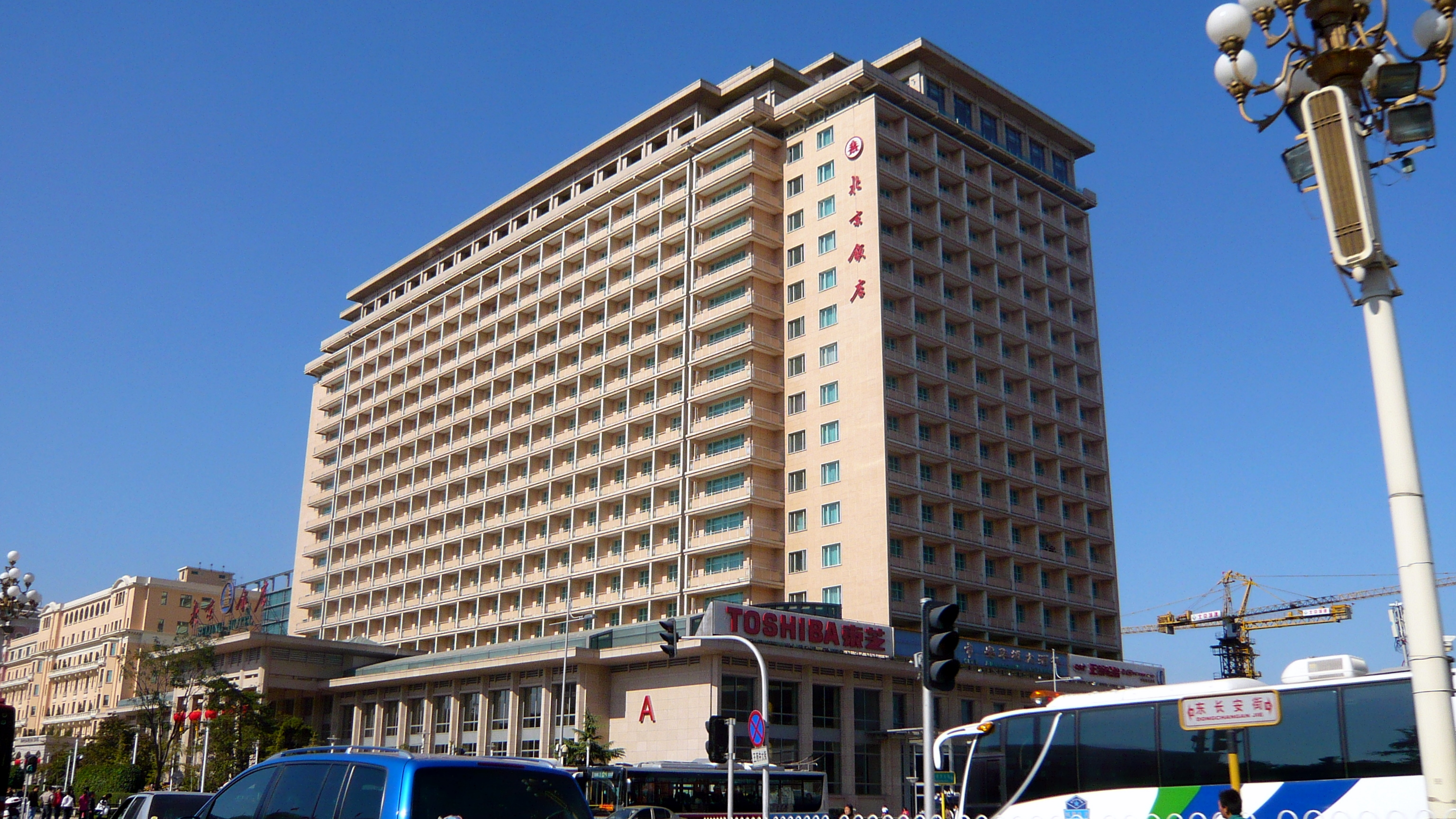
북경반점

북경반점(중국어 간체자: 北京饭店, 정체자: 北京飯店, 병음: Běijīng Fàndiàn, 영어: Beijing Hotel)은 중국 베이징 왕푸징에 있는 고급 호텔이다.

## 개요
청조 시대인 1900년부터 영업하고 있는 고급 호텔이다. 중화인민공화국의 건국 파티 개최 장소이다.